# نبرد ادامکلیسی
نبرد ادامکلیسی (به ایتالیایی: battaglia di Adamclisi) یکی از نبردهای بزرگ جنگ‌های داکیه بود که در زمستان سال ۱۰۲–۱۰۱ میلادی میان امپراتوری روم و پادشاهی داکیه در ادامکلیسی ـ‌واقع در رومانی امروزین‌ـ به‌وقوع پیوست و رهبران طرفین به ترتیب ترایانوس و دکبالوس بودند. امپراتور ترایانوس پس از نبرد، یک روستا در نزدیکی محل جنگ ساخت و نیز برای پاسداشت پیروزی‌اش در آنجا یک بنای یادبود به نام تروپائیوم ترایانی بنا نمود.

## علل جنگ
پس از پیروزی در دومین نبرد تاپائه، ترایانوس تصمیم گرفت منتظر بهار بماند تا حمله‌اش به پایتخت داکیان، زرمیزه‌گتوسا، را پی‌گیرد. پادشاه داکی‌ها، دکبالوس، از این تعلل رومیان سود جست و با قبایل متحدهٔ همسایه‌اش یعنی رخش‌الان‌ها و باستارنی‌ها نقشه‌ای کشید تا به استان رومی موئسیای سفلی در جنوب دانوب حمله کنند و رومیان را وادارند که مواضع خود در کوهستان‌های حوالی زرمیزه‌گتوسا را رها کنند.

## نبرد
ارتش داکیان در معیت رخش‌الان‌ها و باستارنی‌ها، رود یخ‌زدهٔ دانوب را پشت‌سر گذارد، امّا از آن‌رو که هوا به‌قدر کافی سرد نبود، یخ بر اثر وزن سربازان شکسته می‌شد و بسیاری بر اثر سقوط در آب یخ‌زده می‌مردند. در اولین هجوم به استان موئسیا، نیروهای داکی موفقیت‌هایی بدست آوردند، امّا فرماندار رومی آنجا، مانیوس لابریوس ماکسیموس، توانست آنان را دور نگاه دارد.
ترایانوس که نمی‌توانست تحمل کند یک دشمن مستقیماً به یک استان رومی حمله می‌کند، ارتش خود را از استحکامات کوهستان اوراستی به‌سوی موئسیا حرکت داد و ضمناً یک پادگان رومی با نفرات کافی را در آنجا باقی گذاشت تا از آن دفاع کنند. این جابجاییِ نیروهایش به لطف جاده‌های ساخته شده و نیروی دریایی موئسیا به سرعت انجام گرفت تا ترایانوس از موئسیا دفاع کند. نخستین نبرد در طول شب و در جایی نزدیک شهر آیندهٔ نیکوپولیس آد ایستروم اتفاق افتاد. نبردی با تلفات اندک برای طرفین و بدون نتیجه‌ای تعیین‌کننده. با این‌حال، به محض آنکه رومیان نیروهای تقویتی دریافت کردند، در حد و اندازه‌ای شدند که بتوانند ارتش داکی-سرمی را محاصره کنند.
نبرد تعیین‌کننده در ادامکلیسی روی داد، نبردی که هم به حال داکی-سرم‌ها و هم به حال رومیان گران آمد. با وجود آنکه نتیجه نبرد مزبور یک پیروزی قاطع برای روم بود، هر دو طرف متحمل تلفاتی بس سنگین شدند. بخش بزرگی از ارتش داکیه نابود شد.

## پس از جنگ
پس از نبرد، ترایانوس به‌سوی زرمیزه‌گتوسا رجیا حرکت کرد، در حالی‌که دکبالوس خواستار آتش‌بس شد. امپراتور رومی ترجیح داد شروط صلح را بپذیرد:
- دکبالوس باید قلمروهایی که ارتش روم اشغال نموده را واگذار کند.
- بایستی تمامی اسلحه و ماشین جنگی که از سال ۸۹ میلادی ساخته شده بودند را پس دهد. ناگفته نماند که در سال ۸۹ رومیان (امپراتور دومیتیانوس) ناچار شده بودند یارانهٔ سالانه به داکیان بپردازند.

پادشاه داکیان در نهایت ناچار شد در سیاست خارجی خود تجدید نظری بکند، و چنان‌که دیون کاسیوس می‌گوید، وادار شد «در میان دوستان و دشمنان خودش، دوستان و دشمنان امپراتوری روم را هم داشته باشد». در پایان جنگ‌های داکیه در سال ۱۰۶، ترایانوس به پاس پیروزی‌اش در نبرد ادامکلیسی، در سال ۱۰۹ یک بنای یادبود موسوم به تروپائیوم ترایانی در ادامکلسی در جنوب رومانی امروزین بنا کرد.

## پانوشت‌ها
1. ↑  Filippo Coarelli (۱۹۹۹). La colonna Traiana. Roma: Colombo. ص. ۸۲.
2. ↑  Filippo Coarelli (۱۹۹۹). La colonna Traiana. Roma: Colombo. ص. ۷۸-۷۶.
3. ↑  Ammiano Marcellino. Storie. ج. XXXI. ص. ۵.
4. ↑  Patrick Le Roux (۱۹۹۸). Le Haut-Empire romain en Occident, d'Auguste aux Sévères. ص. ۷۳.
5. ↑  Cassio Dione. Storia romana. ج. LXVIII. ص. ۹.